# Сборная Саара по футболу
Сборная Саара по футболу (нем. Saarländische Fußballnationalmannschaft) — представляла Саар, область Германии, с 1950 по 1956 год оккупированную Францией после Второй мировой войны. Франция отрицала принадлежность Саара к ФРГ до 1956 года и управляла протекторатом Саар отдельно от остальной Германии.
Местное население не хотело присоединяться к Франции, образовывались антифранцузские объединения, и в 1950 году МОК решил допустить Саар к участию в Олимпиаде 1952 года.

## История

### 1948—1955
В послевоенный период Саар был одним из трёх немецких государств, вместе с ФРГ и ГДР.
Сборная Саара была, в основном, укомплектована игроками «Саарбрюккена», усилена футболистами «Саар 05», нойнкирхенской «Боруссии» и иногда представителями «Санкт-Ингберта 1945», «Энсдорфа 1912» и «Дудвайлера».
Команда сыграла 19 игр, 10 из них против вторых сборных, но участвовала в квалификации чемпионата мира 1954 года и завершила её выше сборной Норвегии в своей группе, выиграв у неё в гостях. Перед чемпионатом мира 1954 года в Швейцарии, 5 июня, сборная Саара проиграла чемпиону мира — команде Уругвая, со счётом 1:7. Другие первые сборные стран, участвовавших в товарищеских матчах с командой Саара: Югославия (1:5), Нидерланды (1:2, 2:3) и Швейцария (1:1).

### 1957. Присоединение к Сборной ФРГ
По референдуму 1955 года Саар вошёл в ФРГ, начиная с 1 января 1957 года. СФС стал частью Германского футбольного союза как SFV (нем. Saarländischer Fußballverband). Тренер Хельмут Шён, находившийся во главе сборной с 1952, был тренером сборной Западной Германии в шестидесятые и семидесятые годы. Герман Нойбергер, уроженец Саара, участвовал в основании Бундеслиги в 1962 году, организовал ЧМ 1974 и оставался президентом Германского футбольного союза с 1975 до смерти в 1992 году.

## Квалификация ЧМ 1954
| Дата матча      | Место матча | Домашняя команда | Результат | Гостевая команда |
| --------------- | ----------- | ---------------- | --------- | ---------------- |
| 24 июня 1953    | Осло        | Норвегия         | 2 — 3     | Саар             |
| 19 августа 1953 | Осло        | Норвегия         | 1 — 1     | ФРГ              |
| 11 октября 1953 | Штутгарт    | ФРГ              | 3 — 0     | Саар             |
| 8 ноября 1953   | Саарбрюккен | Саар             | 0 — 0     | Норвегия         |
| 22 ноября 1953  | Гамбург     | ФРГ              | 5 — 1     | Норвегия         |
| 28 марта 1954   | Саарбрюккен | Саар             | 1 — 3     | ФРГ              |

| Место | Команда  | Очки | Pld | W | D | L | GF | GA |
| ----- | -------- | ---- | --- | - | - | - | -- | -- |
| 1     | ФРГ      | 7    | 4   | 3 | 1 | 0 | 12 | 3  |
| 2     | Саар     | 3    | 4   | 1 | 1 | 2 | 4  | 8  |
| 3     | Норвегия | 2    | 4   | 0 | 2 | 2 | 4  | 9  |

## Все игры
| 22 ноября 1950   | Швейцария B  | 5:3 | Саарбрюккен | товарищеская игра |
| 27 мая 1951      | Австрия B    | 3:2 | Саарбрюккен | товарищеская игра |
| 15 сентября 1951 | Швейцария B  | 5:2 | Берн        | товарищеская игра |
| 14 октября 1951  | Австрия B    | 1:4 | Вена        | товарищеская игра |
| 20 апреля 1952   | Франция B    | 0:1 | Саарбрюккен | товарищеская игра |
| 5 октября 1952   | Франция B    | 3:1 | Страсбург   | товарищеская игра |
| 24 июня 1953     | Норвегия     | 3:2 | Осло        | ОЧМ               |
| 11 октября 1953  | ФРГ          | 0:3 | Штутгарт    | ОЧМ               |
| 8 ноября 1953    | Норвегия     | 0:0 | Саарбрюккен | ОЧМ               |
| 28 марта 1954    | ФРГ          | 1:3 | Саарбрюккен | ОЧМ               |
| 5 июня 1954      | Уругвай      | 1:7 | Саарбрюккен | товарищеская игра |
| 26 сентября 1954 | Югославия    | 1:5 | Саарбрюккен | товарищеская игра |
| 17 октября 1954  | Франция B    | 1:4 | Саарбрюккен | товарищеская игра |
| 1 мая 1955       | Португалия B | 1:6 | Лиссабон    | товарищеская игра |
| 9 октября 1955   | Франция B    | 7:5 | Саарбрюккен | товарищеская игра |
| 16 ноября 1955   | Нидерланды   | 1:2 | Саарбрюккен | товарищеская игра |
| 1 мая 1956       | Швейцария    | 1:1 | Саарбрюккен | товарищеская игра |
| 3 июня 1956      | Португалия B | 0:0 | Саарбрюккен | товарищеская игра |
| 6 июня 1956      | Нидерланды   | 2:3 | Амстердам   | товарищеская игра |